# الحقيقة البشعة (فلم 1937)
الحقيقة البشعة  (بالإنجليزية: The Awful Truth) هو فيلم كوميدي تم إنتاجه في الولايات المتحدة وصدر في سنة 1937.

## طاقم التمثيل
- كاري غرانت

### ترشيحات وجوائز
| السنة | الحدث  | الفئة     | النتيجة |
| ----- | ------ | --------- | ------- |
|       | أوسكار | أفضل مخرج | فوز     |

## الميزانية والإيرادات
حقق أرباحا تقدر بـ over 3 مليون دولار.

## وصلات خارجية
- مقالات تستعمل روابط فنية بلا صلة مع ويكي بيانات

1. ↑  "Those Were The Days". Nostalgia Digest. ج. 41 ع. 3: 32-39. Summer 2015.
2. ↑  "AFI's 100 Years...100 Passions" (PDF). معهد الفيلم الأمريكي. مؤرشف من الأصل (PDF) في 2016-06-24. اطلع عليه بتاريخ 2016-08-20.
3. ↑  Overview نسخة محفوظة 17 فبراير 2011 على موقع واي باك مشين.